# هاري واتسون (لاعب كرة قدم)
هاري واتسون (بالإنجليزية: Harold Watson)‏ (13 مارس 1908 في المملكة المتحدة - 1 يناير 1982) هو لاعب كرة قدم بريطاني (وحمل سابقاً جنسية المملكة المتحدة لبريطانيا العظمى وأيرلندا) في مركز الدفاع. لعب مع برايتون أند هوف ألبيون وستوك سيتي ونادي كيدرمينستر هاريرز لكرة القدم وWath Athletic F.C. ‏.